# Reeds & Deeds
Reeds & Deeds est un album de Roland Kirk sorti en 1963.

## Pistes
Sauf indication, toutes les compositions sont de Roland Kirk
1. Land Of Peace (Leonard Feather) (5:52)
2. Lonesome August Child (4:33)
3. Limbo Boat (3:00)
4. Hay Ro (3:02)
5. Waltz of the Friends (4:40)
6. This Is Always (Harry Warren, Mack Gordon) (4:17)
7. Reeds and Deeds (5:18)
8. Song of the Countrymen (6:54)

## Musiciens
- Roland Kirk – Saxophone ténor, Stritch, Manzello, flûte traversière
- Virgil Jones - Trompette
- Charles Greenlee - Trombone (pistes 1 à 5)
- Harold Mabern - Piano
- Abdullah Rafik - Basse (Pistes 1 à 5)
- Walter Perkins - Batterie
- Tom McIntosh - Trombone (pistes 6 à 8)
- Richard Davis - Contrebasse (pistes 6 à 8)
- Benny Golson - Arrangeur (pistes 6 à 8)